# Llorenç Benet
Llorenç Benet   ( - segle XVI) fou Professor de l'Estudi General de Barcelona, va obtenir una de les tres primeres càtedres de medicina creades l'any 1551.
Va ser nomenat rector del mateix centre d'estudis, càrrec que va exercir dues vegades: de l'1 d'agost de 1537 al 31 de juliol de 1538 i de l'1 d'agost de 1541 al 31 de juliol de 1542.
També va exercir de Canceller l'any 1532 i el període de l'1 d'agost de 1535 al 31 de juliol de 1536, i de Tresorer entre l'1 d'agost de 1538 i el 31 de juliol de 1539.
Va morir al segle xvi.